# Приказ об изгнании священников

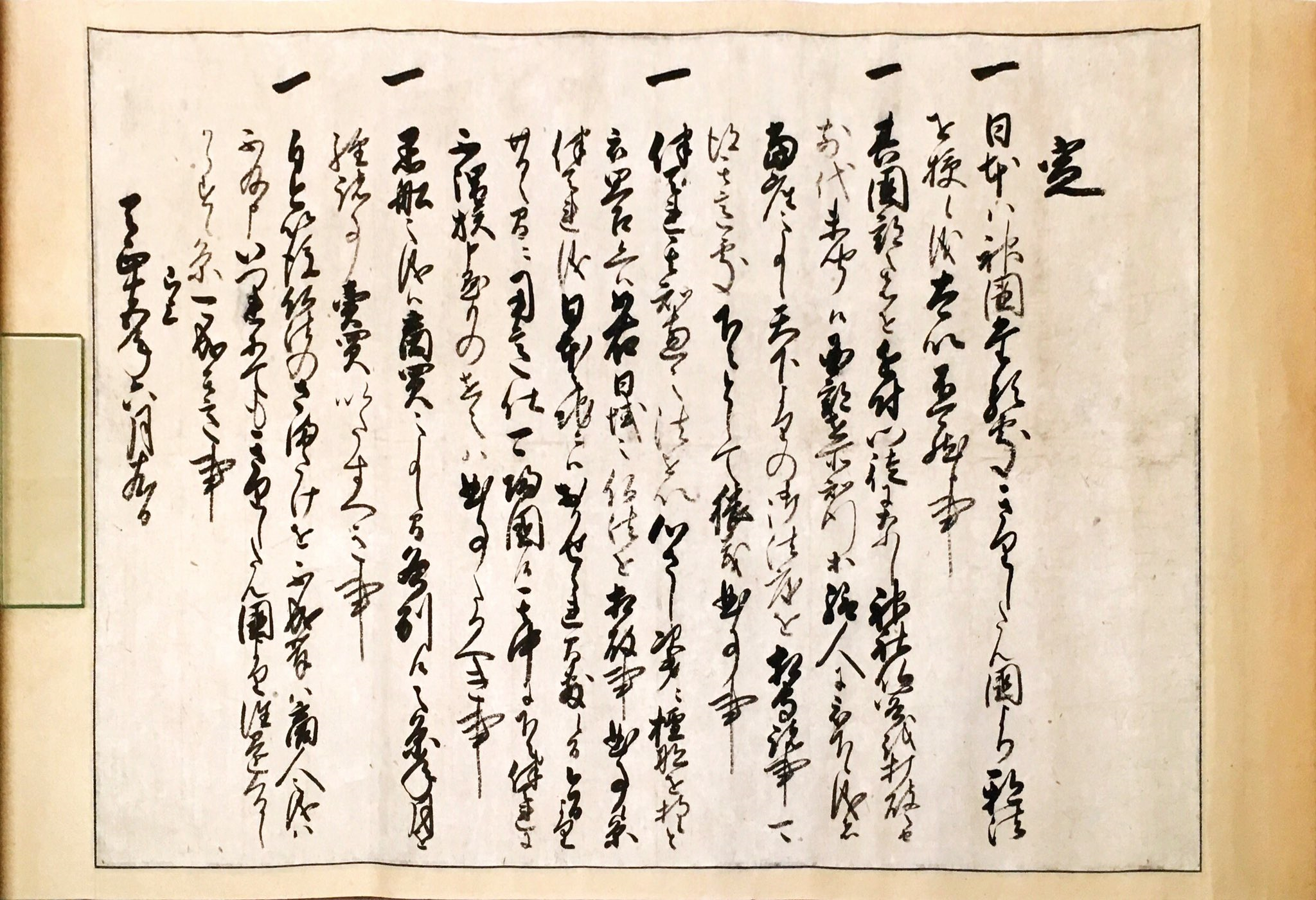
Приказ Хидэёси

Приказ об изгнании священников (яп. 伴天連追放令 батэрэн цуйхо:-рэй) — приказ об изгнании христианских миссионеров, провозглашенный Тоётоми Хидэёси 24 июля 1587 года после завоевания острова Кюсю.

## Краткие сведения
Причины принятия приказа точно неизвестны. Его выполнение сопровождалось разрушением церквей в Центральной Японии, в частности в Осаке и Киото, а также конфискацией японским правительством города Нагасаки, находившегося во владении иезуитов с 1580 года.
Согласно приказу христианство признавалось ересью, проповедь которой в Японии запрещалась. Священники и их слуги должны были покинуть страну за 20 дней. Одновременно торговля с Португалией и Испанией не прерывалась, а прибытие иностранных купцов в Японию приветствовалось. Хидэёси также запретил своим подчиненным принимать христианство, хотя и не запрещал исповедовать его простому люду.
Провозглашение приказа остановило христианизацию самурайства и стало первой победой антихристианского фронта буддистов Японии. Хотя количество христиан в среде японских горожан и крестьян стремительно росло, был сформирован образ христианина-врага, который взяли на вооружение администраторы политического преемника Хидэёси, Токугавы Иэясу. Христианство было окончательное запрещено в Японии в 1614 году.